# Isam Mandragoran
Isam Mandragoran is een personage uit de Fantasy-serie Het Rad des Tijds, geschreven door Robert Jordan.
Isam is een verloren neef van Lan Mandragoran, zoon van koning al'Akir Mandragoran en koningin el'Leanna en ongekroonde koning van Malkier.
Zijn moeder was Cowin Gemallan, die nadat door haar verraad in 955 NE Malkier verloren ging spoorloos verdween in gezelschap van haar man en diens jonge zoon Isam. Algemeen wordt aangenomen dat ze zijn overleden.
In tweewater echter duikt de naam Isam op als aanvoerder van een trokkolleger bestaande uit ruim 5000 trolloks. Voor de frontale aanval scanderen de trolloks Isams naam.
Ook wordt Isam in Tel'aran'rhoid door Perijn Aybara gesignalerd wanneer hij onder de naam "Slachter" op wolven jaagt.
Nynaeve Almaeren wordt in de Dromenwereld bijna met een pijl gedood door een man die qua uiterlijk sterk op Lan lijkt. Zeer waarschijnlijk was dit Isam.